# Andy McDermott
Andy McDermott (Halifax, 2 luglio 1974) è un giornalista e scrittore britannico.
È nato nel West Yorkshire ed attualmente vive a Bournemouth. Ha lavorato a lungo come giornalista e redattore di riviste, prima di dedicarsi completamente alla carriera di scrittore. Grazie al successo dei suoi romanzi è considerato «il nuovo maestro dell'avventura».
Il 1º novembre 2007 pubblica il suo primo romanzo The Hunt for Atlantis. Il libro è il primo della serie con protagonisti l'archeologa Nina Wilde e l'ex-agente del SAS britannico Eddie Chase.
Il primo libro della serie è stato pubblicato in Italia, il 12 giugno 2008, con il titolo In cerca di Atlantide, dalla Casa Editrice Longanesi. L'ultimo libro pubblicato in Italia è Osiris, pubblicato il 12 luglio 2012 sempre dalla Casa Editrice Longanesi.

## Opere

### Le avventure di Nina Wilde
1. In cerca di Atlantide (The Hunt for Atlantis, 2007) (Longanesi, 2008, ISBN 978-88-304-2512-5 - Tea, 2009, ISBN 978-88-502-1895-0)
2. Il tesoro di Ercole (The Tomb of Hercules, 2008) (Longanesi, 2009, ISBN 978-88-304-2675-7 - Tea, 2010, ISBN 978-88-502-2239-1)
3. Il segreto di Excalibur (The Secret of Excalibur, 2008) (Longanesi, 2010, ISBN 978-88-304-2770-9 - Tea, 2011, ISBN 978-88-502-2604-7)
4. Genesis (The Covenant of Genesis, 2009) (Longanesi, 2011, ISBN 978-88-304-3092-1 - Tea, 2012, ISBN 978-88-502-2896-6)
5. Osiris (The Cult of Osiris, 2009) (Longanesi, 2012, ISBN 978-88-304-3389-2)
6. (The Sacred Vault, 2010)
7. (Empire of Gold, 2011)
8. (Temple of the Gods, 2012)
9. (The Valhalla Prophecy, 2013)
10. (Kingdom of Darkness, 2014)
11. (The Last Survivor, 2015)
12. (The Revelation Code, 2015)
13. (The Midas Legacy, 2016)